# Inductance de fuite
L'inductance de fuite découle de la propriété électrique d'un transformateur à couplage imparfait dans lequel chaque enroulement se comporte comme une inductance propre en série avec la constante de résistance électrique (propre) respective de l'enroulement. Ces quatre constantes d'enroulement interagissent également avec l'inductance mutuelle du transformateur. L'inductance de fuite de l'enroulement est due au flux de fuite qui n'est pas relié à toutes les spires de chaque enroulement imparfaitement couplé.
La réactance de fuite est généralement l'élément le plus important d'un transformateur de réseau électrique en raison du facteur de puissance, de la chute de tension, de la consommation de puissance réactive et des considérations de courant de défaut (en) (courant de court-circuit...),.
L'inductance de fuite dépend de la géométrie du noyau et des enroulements. La chute de tension à travers la réactance de fuite entraîne une régulation de l'alimentation souvent indésirable en cas de variation de la charge du transformateur. Mais elle peut également être utile pour l'isolation des harmoniques (puissance électrique) (atténuation des hautes fréquences) de certaines charges.
L'inductance de fuite s'applique à tout dispositif de circuit magnétique imparfaitement couplé, y compris les moteurs.

## Inductance de fuite et facteur de couplage inductif

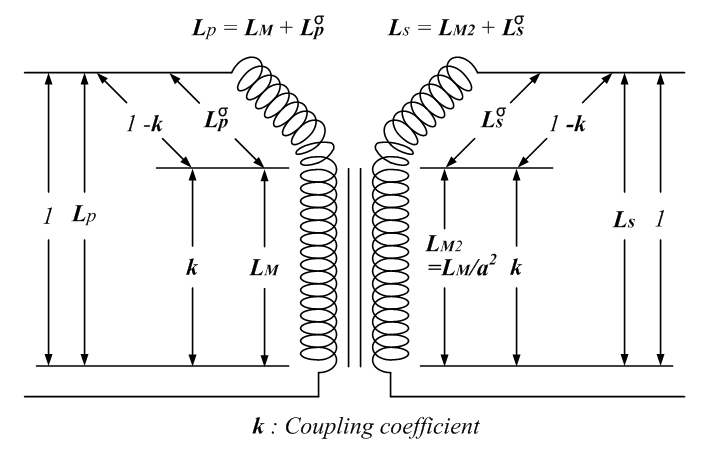
Fig. 1 L_{P}^{σ} et L_{S}^{σ} sont les inductances de fuite primaire et secondaire exprimées en termes de facteur de couplage inductif dans des conditions de circuit ouvert.

Le flux du circuit magnétique qui ne relie pas les deux enroulements est le flux de fuite correspondant à l'inductance de fuite primaire {\displaystyle L_{P}^{\sigma }} et à l'inductance de fuite secondaire {\displaystyle L_{S}^{\sigma }}. En se référant à la figure 1, ces inductances de fuite sont définies en termes d'inductances en circuit ouvert des enroulements du transformateur et de coefficient de couplage associé ou facteur de couplage {\displaystyle k},,.
L'inductance propre en circuit ouvert du primaire est donnée par :
{\displaystyle L_{oc}^{pri}=L_{P}=L_{M}+L_{P}^{\sigma }} ------ (Eq. 1.1a)
où
{\displaystyle L_{P}^{\sigma }=L_{P}\cdot {(1-k)}} ------ (Eq. 1.1b)
{\displaystyle L_{M}=L_{P}\cdot {k}} ------ (Eq. 1.1c)
et
- {\displaystyle L_{oc}^{pri}=L_{P}} est l'inductance propre primaire
- {\displaystyle L_{P}^{\sigma }} est l'inductance de fuite primaire
- {\displaystyle L_{M}} est l'inductance magnétisante
- {\displaystyle k} est le coefficient de couplage inductif

Mesure des inductances de base des transformateurs et du facteur de couplage
Les inductances propres des transformateurs {\displaystyle L_{P}} & {\displaystyle L_{S}} et l'inductance mutuelle {\displaystyle M} sont, en connexion additive et soustractive en série des deux enroulements, données par,
en connexion additive,
{\displaystyle L_{ser}^{+}=L_{P}+L_{S}+2M}, et,
en connexion soustractive,
{\displaystyle L_{ser}^{-}=L_{P}+L_{S}-2M}
de sorte que ces inductances de transformateur peuvent être déterminées à partir des trois équations suivantes, :
{\displaystyle L_{ser}^{+}-L_{ser}^{-}=4M}
{\displaystyle L_{ser}^{+}+L_{ser}^{-}=2\cdot (L_{P}+L_{S})}
{\displaystyle L_{P}=a^{2}.L_{S}}.
Le facteur de couplage est dérivé de la valeur d'inductance mesurée à travers un enroulement avec l'autre enroulement court-circuité conformément à ce qui suit,, :
selon Eq. 2.7,
{\displaystyle L_{sc}^{pri}=L_{S}\cdot {(1-k^{2})}} et {\displaystyle L_{sc}^{sec}=L_{P}\cdot {(1-k^{2})}}
tels que
{\displaystyle k={\sqrt {1-{\frac {L_{sc}^{pri}}{L_{S}}}}}={\sqrt {1-{\frac {L_{sc}^{sec}}{L_{P}}}}}}
Le circuit du pont de Campbell peut également être utilisé pour déterminer les auto-inductances et les inductances mutuelles des transformateurs en utilisant une paire d'inductances mutuelles standard variable pour l'un des côtés du pont,.
Il s'ensuit que l'inductance propre en circuit ouvert et le facteur de couplage inductif {\displaystyle k} sont donnés par :
{\displaystyle L_{oc}^{sec}=L_{S}=L_{M2}+L_{S}^{\sigma }} ------ (Eq. 1.2), et,
{\displaystyle k={\frac {\left|M\right|}{\sqrt {L_{P}L_{S}}}}}, avec 0 < {\displaystyle k} < 1 ------ (Eq. 1.3)
où
{\displaystyle L_{S}^{\sigma }=L_{S}\cdot {(1-k)}}
{\displaystyle L_{M2}=L_{S}\cdot {k}}
et
- {\displaystyle M} est l'inductance mutuelle
- {\displaystyle L_{oc}^{sec}=L_{S}} est l'inductance propre secondaire
- {\displaystyle L_{S}^{\sigma }} est l'inductance de fuite secondaire
- {\displaystyle L_{M2}=L_{M}/a^{2}} est l'inductance magnétisante rapportée au secondaire
- {\displaystyle k} est le facteur de couplage inductif
- {\displaystyle a\equiv {\sqrt {\frac {L_{p}}{L_{s}}}}\approx N_{P}/N_{S}} est le rapport des spires approximatif.

La validité électrique du diagramme du transformateur de la figure 1 dépend strictement des conditions de circuit ouvert pour les inductances respectives des enroulements considérés. Des conditions de circuit plus généralisées sont développées dans les deux sections suivantes.

## Facteur de dispersion inductive et inductance
Un transformateur linéaire non idéal à deux enroulements peut être représenté par deux boucles de circuit à couplage d'inductance mutuelle reliant les cinq constantes d'impédance du transformateur, comme le montre la figure 2,,, :
où
- M est l'inductance mutuelle

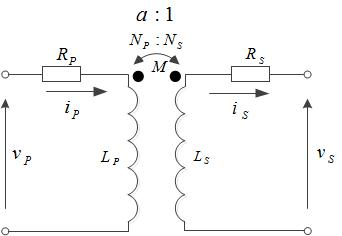
Fig. 2 Diagramme du circuit d'un transformateur non idéal.

- {\displaystyle R_{P}} & {\displaystyle R_{S}} sont les résistances propres des enroulements primaire et secondaire
- les constantes {\displaystyle M}, {\displaystyle L_{P}}, {\displaystyle L_{S}}, {\displaystyle R_{P}} & {\displaystyle R_{S}} sont mesurables aux bornes du transformateur

Le facteur de couplage {\displaystyle k} est défini comme suit
{\displaystyle k=\left|M\right|/{\sqrt {L_{P}L_{S}}}}, où 0 < {\displaystyle k} < 1 ------ (Eq. 2.1)
Le rapport des tours d'enroulement {\displaystyle a} est en pratique donné comme suit
{\displaystyle a={\sqrt {L_{P}/L_{S}}}=N_{P}/N_{S}\approx v_{P}/v_{S}\approx i_{S}/i_{P}} ------ (Eq. 2.2)
où
- NP & NS sont les nombres de tours des enroulements primaire et secondaire respectivement ;
- vP & vS et iP & iS sont les tensions et courants des enroulements primaire et secondaire.

Les équations de maillage du transformateur non idéal peuvent être exprimées par les équations de tension et de liaison de flux suivantes :
{\displaystyle v_{P}=R_{P}\cdot i_{P}+{\frac {d\Psi {_{P}}}{dt}}} ------ (Eq. 2.3)
{\displaystyle v_{S}=-R_{S}\cdot i_{S}-{\frac {d\Psi {_{S}}}{dt}}} ------ (Eq. 2.4)
{\displaystyle \Psi _{P}=L_{P}\cdot i_{P}-M\cdot i_{S}} ------ (Eq. 2.5)
{\displaystyle \Psi _{S}=L_{S}\cdot i_{S}-M\cdot i_{P}} ------ (Eq. 2.6),
où
- {\displaystyle \Psi } est la fuite de flux
- {\displaystyle {\frac {d\Psi }{dt}}} est la dérivée de la fuite de flux en fonction du temps.

Ces équations peuvent être développées pour montrer que, en négligeant les résistances propres d'enroulement associées, le rapport des inductances et des courants d'un circuit d'enroulement avec l'autre enroulement en court-circuit (en) et à l'essai en circuit ouvert (en) est le suivant :
{\displaystyle \sigma =1-{\frac {M^{2}}{L_{P}L_{S}}}=1-k^{2}\approx {\frac {L_{sc}}{L_{oc}}}\approx {\frac {L_{sc}^{sec}}{L_{P}}}\approx {\frac {L_{sc}^{pri}}{L_{S}}}\approx {\frac {i_{oc}}{i_{sc}}}} ------ (Eq. 2.7),
où,
- ioc & isc sont les courants de circuit ouvert et de court-circuit ;
- Loc & Lsc sont les inductances de circuit ouvert et de court-circuit ;
- {\displaystyle \sigma } est le facteur de dispersion inductive, ou aussi appelé facteur de Heyland,, :
- {\displaystyle L_{sc}^{pri}} & {\displaystyle L_{sc}^{sec}} sont les inductances de fuite primaire et secondaire court-circuitées.

L'inductance du transformateur peut être caractérisée en termes de trois constantes d'inductance comme suit,,
{\displaystyle L_{M}=a{M}} ------ (Eq. 2.8)
{\displaystyle L_{P}^{\sigma }=L_{P}-a{M}} ------ (Eq. 2.9)
{\displaystyle L_{S}^{\sigma }=L_{S}-{M}/a} ------ (Eq. 2.10) ,
où

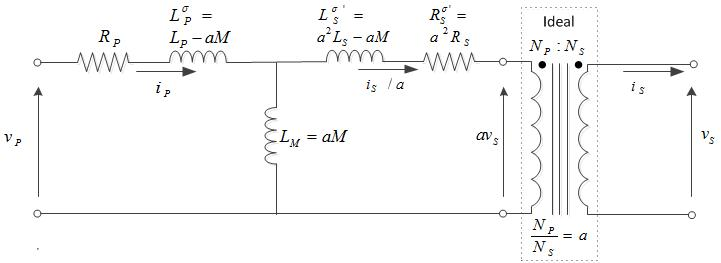
Fig. 3 Circuit équivalent d'un transformateur non idéal.

- LM est l'inductance magnétisante, correspondant à la réactance magnétisante XM
- LPσ & LSσ sont les inductances de fuite primaire et secondaire, correspondant aux réactances de fuite primaire et secondaire XPσ & XSσ.

Le transformateur peut être exprimé de manière plus pratique comme le circuit équivalent (en) de la figure 3 avec des constantes secondaires référencées (c'est-à-dire avec une notation en exposant) au primaire, :
{\displaystyle L_{S}^{\sigma \prime }=a^{2}L_{S}-aM}
{\displaystyle R_{S}^{\prime }=a^{2}R_{S}}
{\displaystyle V_{S}^{\prime }=aV_{S}}
{\displaystyle I_{S}^{\prime }=I_{S}/a}.
Avec 
{\displaystyle k=M/{\sqrt {L_{P}L_{S}}}} ------ (Eq. 2.11)
et
{\displaystyle a={\sqrt {L_{P}/L_{S}}}} ------ (Eq. 2.12),
on obtient :
{\displaystyle aM={\sqrt {L_{P}/L_{S}}}\cdot k\cdot {\sqrt {L_{P}L_{S}}}=kL_{P}} ------ (Eq. 2.13),

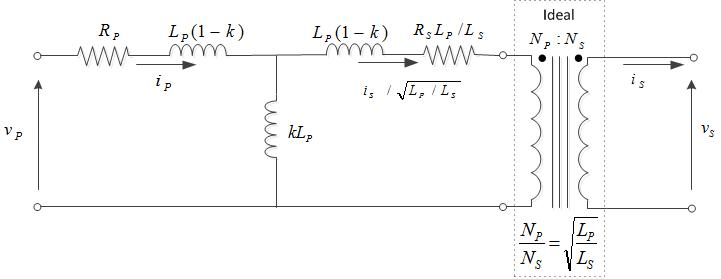
Fig. 4 Circuit équivalent d'un transformateur non idéal en termes de coefficient de couplage k.

ce qui permet d'exprimer le circuit équivalent de la figure 4 en termes de constantes de fuite et d'inductance magnétisante de l'enroulement comme suit,
{\displaystyle L_{P}^{\sigma }=L_{S}^{\sigma \prime }=L_{P}\cdot (1-k)} ------ (Eq. 2.14 {\displaystyle \equiv } Eq. 1.1b)
{\displaystyle L_{M}=kL_{P}} ------ (Eq. 2.15 {\displaystyle \equiv } Eq. 1.1c).

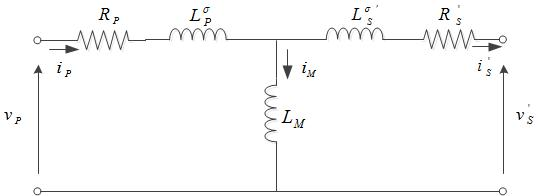
Fig. 5 Circuit équivalent simplifié d'un transformateur non idéal.

Le transformateur non idéal de la figure 4 peut être représenté par le circuit équivalent simplifié de la figure 5, avec des constantes secondaires rapportées au primaire et sans isolation du transformateur idéal, où,
{\displaystyle i_{M}=i_{P}-i_{S}^{'}} ------ (Eq. 2.16)
- {\displaystyle i_{M}} est le courant de magnétisation excité par le flux ΦM qui relie les enroulements primaire et secondaire ;
- {\displaystyle i_{P}} est le courant primaire ;
- {\displaystyle i_{S}'} est le courant secondaire rapporté au côté primaire du transformateur.

## Facteur de dispersion inductive affiné
Dérivation du facteur de dispersion inductive affiné
a. Selon l'équation 2.1 et la norme CEI IEV 131-12-41, le facteur de couplage inductif {\displaystyle k} est donné par la formule suivante :
{\displaystyle k=\left|M\right|/{\sqrt {L_{P}L_{S}}}} --------------------- (Eq. 2.1) :
b. Selon l'Eq. 2.7 et CEI IEV 131-12-42, le facteur de dispersion inductive {\displaystyle \sigma } est donné par :
{\displaystyle \sigma =1-k^{2}=1-{\frac {M^{2}}{L_{P}L_{S}}}} ------ (Eq. 2.7) & (Eq. 3.7a)
c. {\displaystyle {\frac {M^{2}}{L_{P}L_{S}}}} multiplié par {\displaystyle {\frac {a^{2}}{a^{2}}}} donne
{\displaystyle \sigma =1-{\frac {a^{2}M^{2}}{L_{P}a^{2}L_{S}}}} ----------------- (Eq. 3.7b)
d. Selon l'Eq. 2-8 et sachant que {\displaystyle a^{2}L_{S}=L_{S}^{\prime }}
{\displaystyle \sigma =1-{\frac {L_{M}^{2}}{L_{P}L_{S}^{\prime }}}} ---------------------- (Eq. 3.7c)
e. {\displaystyle {\frac {L_{M}^{2}}{L_{P}L_{S}^{\prime }}}} multiplié par {\displaystyle {\frac {L_{M}.L_{M}}{L_{M}^{2}}}} donne
{\displaystyle \sigma =1-{\frac {1}{{\frac {L_{P}}{L_{M}}}.{\frac {L_{S}^{\prime }}{L_{M}}}}}} ------------------ (Eq. 3.7d)
f. En appliquant Eq. 3.5 {\displaystyle \approx } Eq. 1.1b & Eq. 2.14 et Eq. 3.6 {\displaystyle \approx } Eq. 1.1b & Eq. 2.14:
{\displaystyle \sigma =1-{\frac {1}{(1+\sigma _{P})(1+\sigma _{S})}}} --- (Eq. 3.7e)
Toutes les équations de cet article supposent des conditions de forme d'onde à fréquence constante en régime permanent, dont les valeurs {\displaystyle k} et {\displaystyle \sigma } sont sans dimension, fixes, finies et positives, mais inférieures à 1.
En se référant au diagramme de flux de la figure 6, les équations suivantes s'appliquent, :

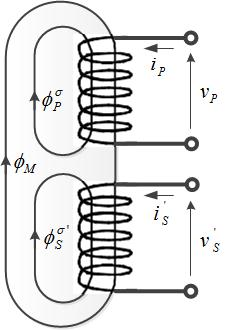
Fig. 6 Flux de magnétisation et de fuite dans un circuit magnétique,,.

σP = ΦPσ/ΦM = LPσ/LM ------ (Eq. 3.1 {\displaystyle \approx } Eq. 2.7)
De la même façon,
σS = ΦSσ'/ΦM = LSσ'/LM ------ (Eq. 3.2 {\displaystyle \approx } Eq. 2.7)
Et par conséquent,
ΦP = ΦM + ΦPσ = ΦM + σPΦM = (1 + σP)ΦM, ------ (Eq. 3.3)
ΦS' = ΦM + ΦSσ' = ΦM + σSΦM = (1 + σS)ΦM, ------ (Eq. 3.4)
LP = LM + LPσ = LM + σPLM = (1 + σP)LM ------ (Eq. 3.5 {\displaystyle \approx } Eq. 1.1b & Eq. 2.14)
LS' = LM + LSσ' = LM + σSLM = (1 + σS)LM ------ (Eq. 3.6 {\displaystyle \approx } Eq. 1.1b & Eq. 2.14),
où
- σP & σS sont, respectivement, le facteur de fuite primaire et le facteur de fuite secondaire

- ΦM & LM sont, respectivement, le flux mutuel et l'inductance magnétisante

- ΦPσ & LPσ sont, respectivement, le flux de fuite primaire et l'inductance de fuite primaire

- ΦSσ' & LSσ' sont, respectivement, le flux de fuite secondaire et l'inductance de fuite secondaire, tous deux référencés au primaire.

Le taux de fuite σ peut donc être affiné en termes d'interrelations entre l'inductance spécifique de l'enroulement ci-dessus et les équations du facteur de dispersion inductive comme suit  :
{\displaystyle \sigma =1-{\frac {M^{2}}{L_{P}L_{S}}}=1-{\frac {a^{2}M^{2}}{L_{P}a^{2}L_{S}}}=1-{\frac {L_{M}^{2}}{L_{P}L_{S}{^{'}}}}=1-{\frac {1}{{\frac {L_{P}}{L_{M}}}.{\frac {L_{S}^{'}}{L_{M}}}}}=1-{\frac {1}{(1+\sigma _{P})(1+\sigma _{S})}}} ------ (Eq. 3.7a à 3.7e).

## Applications
L'inductance de fuite peut être une propriété indésirable, car elle fait varier la tension en fonction de la charge.

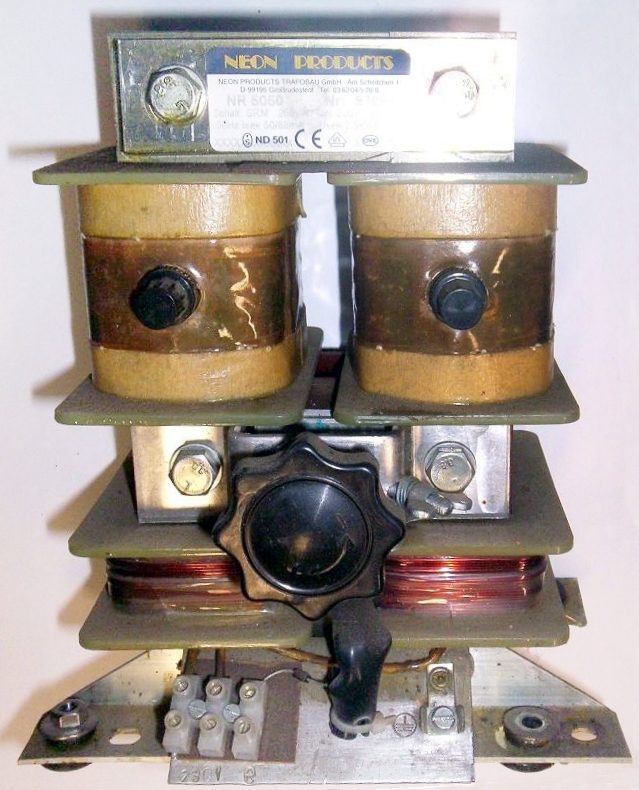
Transformateur à fuite élevée

Dans de nombreux cas, elle est utile. L'inductance de fuite a l'effet utile de limiter les flux de courant dans un transformateur (et la charge) sans dissiper de puissance (à l'exception des pertes habituelles des transformateurs non idéaux). Les transformateurs sont généralement conçus pour avoir une valeur spécifique d'inductance de fuite, de sorte que la réactance de fuite créée par cette inductance soit d'une valeur spécifique à la fréquence de fonctionnement souhaitée. Dans ce cas, le paramètre utile n'est pas la valeur de l'inductance de fuite mais la valeur de l'inductance de court-circuit (en).
Les transformateurs commerciaux et de distribution d'une puissance allant jusqu'à 2 500 kVA sont généralement conçus avec des impédances de court-circuit comprises entre 3 % et 6 % et avec un rapport {\displaystyle X/R} correspondant (rapport réactance/résistance du bobinage) compris entre 3 et 6, qui définit le pourcentage de variation de la tension secondaire entre l'état à vide et l'état à pleine charge. Ainsi, pour des charges purement résistives, la régulation de la tension (en) à pleine charge de ces transformateurs se situe entre 1 % et 2 % environ.
Les transformateurs à haute réactance de fuite sont utilisés pour certaines applications à résistance négative, telles que les enseignes au néon, où une amplification de la tension (action du transformateur) est nécessaire ainsi qu'une limitation du courant. Dans ce cas, la réactance de fuite est généralement égale à 100 % de l'impédance de pleine charge, de sorte que même si le transformateur est court-circuité, il ne sera pas endommagé. Sans l'inductance de fuite, la caractéristique de résistance négative de ces lampes à décharge les conduirait à conduire un courant excessif et à être détruites.
Les transformateurs à inductance de fuite variable sont utilisés pour contrôler le courant dans les postes de soudage à l'arc. Dans ces cas, l'inductance de fuite limite le flux de courant au niveau souhaitée. La réactance de fuite des transformateurs joue un rôle important dans la limitation du courant de défaut de circuit à la valeur maximale autorisée dans le système électrique.
En outre, l'inductance de fuite d'un transformateur HF peut remplacer une inductance série dans un convertisseur résonant (en). En revanche, la connexion d'un transformateur conventionnel et d'un inducteur en série entraîne le même comportement électrique qu'un transformateur à fuite, mais cela peut être avantageux pour réduire les pertes par courants de Foucault dans les enroulements du transformateur causées par le champ parasite.